# Pera glabrata
Pera glabrata là một loài thực vật có hoa trong họ Peraceae. Loài này được (Schott) Poepp. ex Baill. mô tả khoa học đầu tiên năm 1858.

## Hình ảnh

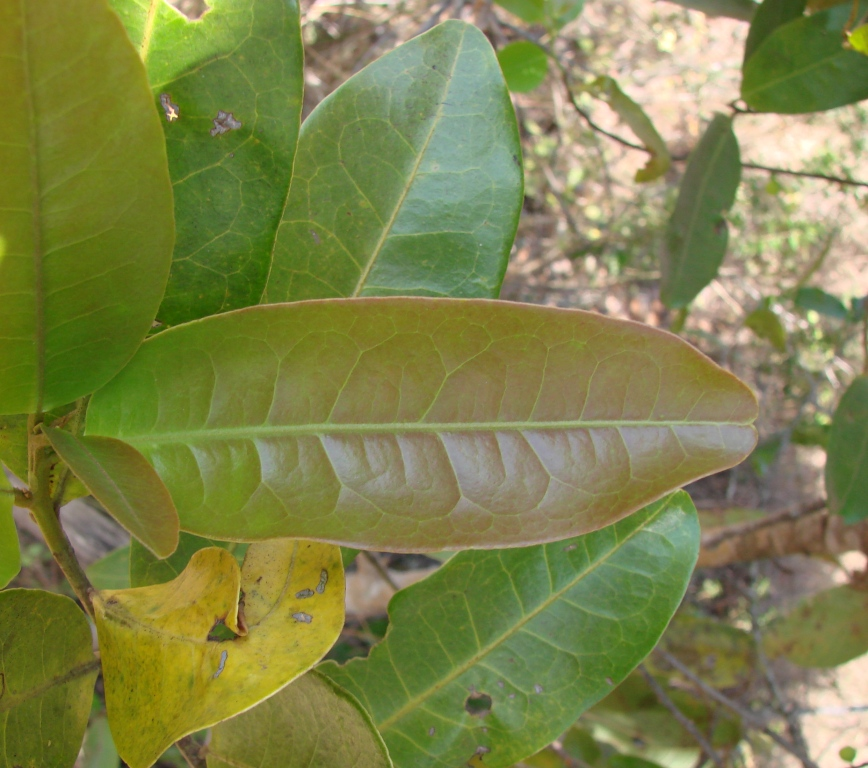
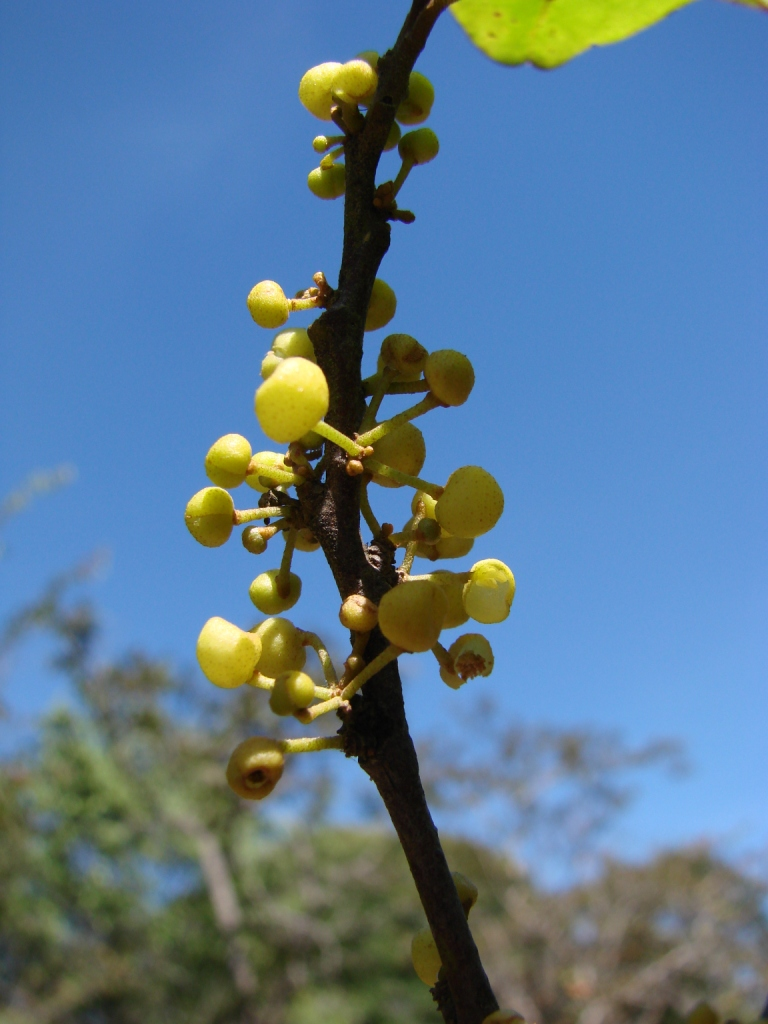